# Andrea Blede
Andrea Blede (nacido el 6 de julio de 1984) es un futbolista francés que se desempeña como centrocampista.
Jugó para clubes como el Kamatamare Sanuki.

## Trayectoria

### Clubes
| Club              | País  | Año         |
| ----------------- | ----- | ----------- |
| Kamatamare Sanuki | Japón | 2012 - 2015 |